# 스카지 (작가)
스카지(SCA-自, すかぢ, 12월 20일~ )는 일본의 에로게 시나리오라이터이자 경영자이다. 그는 케로큐와 마쿠라의 각종 에로게의 시나리오라이터로 잘 알려져 있다. 대표작은 종말의 하늘, 모에캉, 슈프림 캔디가 있다.

## 생애
고등학교 시절, 에로 동인 작가로 동인 서클에 작품을 출품하는 것으로 시작. 그러나 취업이 되지 않아, 고생을 겪고 있을 무렵 동인 서클의 동료로부터 회사 제안 설립이 왔다. 그는 동의해, <유한회사 케로큐>를 설립하고 에로게의 제작에 들어간다. 이후 서브 브랜드인 <마쿠라>도 출범하고, 회사 명을 <주식회사 문페이스>로 바꿨다. 참고로 이름의 유래는 스카톨로지에서 비롯되었다.

## 작품
그의 작품군은 에로게의 시나리오 라이터 중에서 매우 독특하다. 대표적으로 <종말의 하늘>과 <모에캉>은 에로게 오타쿠들 사이에서 컬트적인 인기를 불러왔으며, <모에캉>은 아니메화 되기에 이르렀다. 다만 이런 그의 시나리오적 성향이, 타 에로게의 오타쿠 사이에서는 매우 극단적인 반응을 불러 일으킨다. 그 탓에 케로큐의 에로게는 오타쿠 사이에서 마이너하다.

### 주요 작품

#### 에로게
- 종말의 하늘
- 멋진 나날들 ~불연속 존재~
- 사쿠라의 시

#### 만화
- 에비텐

## 같이 보기
- 케로큐
- 마쿠라
- 일본인의 시나리오라이터 일람
- 에로게